# Jimmy (canción)
«Jimmy», es una canción de la cantante y rapera inglesa, M.I.A., incluida en su segundo álbum de estudio, Kala. Fue lanzado en julio de 2013 en Japón, como descarga digital a través de iTunes. La canción encabezó la Tabla de Indie del Reino Unido y alcanzó grandes posiciones en Grecia y Japón, donde fue un gran éxito comercial. Comenzó a ganar fuerza en el Billboard Hot Songs Danza Club de Estados Unidos, alcanzando el número veintiocho en las siguientes nueve semanas de la lista.
Es una versión de la canción «Jimmy Jimmy Jimmy Aaja», de la película Disco Dancer de 1982.

## Recepción

### Comentarios de la crítica
«Jimmy» fue bien recibido por los críticos de música contemporánea, que la citaron como el sonido característico de estilo pop de la década de 1970, en comparación con la mayoría de las canciones que aparecen en el álbum, y felicitó a sus temas líricos. La revista Stylus, colocó a «Jimmy» en el número 5, en su lista de las "50 Mejores Canciones de 2007".

## Lista de canciones
| Descarga digital (Remixes) |                               |          |  |
| N.º                        | Título                        | Duración |  |
| 1.                         | «Jimmy» (Original Edit)       | 3:29     |  |
| 2.                         | «Jimmy» (Dan Carey Radio Mix) | 3:00     |  |
| 3.                         | «Jimmy» (DJ Eli Remix)        |          |  |

| Reino Unido – Formato CD |                         |          |  |
| N.º                      | Título                  | Duración |  |
| 1.                       | «Jimmy» (Original Edit) | 3:29     |  |
| 2.                       | «Jimmy» (DJ Eli Remix)  |          |  |

| Reino Unido – Formato en Vinílo de 12" |                         |          |  |
| N.º                                    | Título                  | Duración |  |
| 1.                                     | «Jimmy» (Original Edit) | 3:29     |  |
| 2.                                     | «Jimmy» (Instrumental)  |          |  |
| 3.                                     | «Jimmy» (DJ Eli Remix)  |          |  |

| Reino Unido – Formato en Vinílo de 7" |                             |          |  |
| N.º                                   | Título                      | Duración |  |
| 1.                                    | «Jimmy» (Original Edit)     | 3:29     |  |
| 2.                                    | «Jimmy» (Ruff Ruff Version) |          |  |

## Posicionamiento en listas
| Lista (2007)                                    | Mejor posición |
| ----------------------------------------------- | -------------- |
| Australia (Australian ARIA Hitseekers chart)    | 7              |
| Grecia (IFPI Greece Top 50 Singles)             | 49             |
| Reino Unido (UK Indie Chart)                    | 1              |
| Reino Unido (UK Singles Chart)                  | 66             |
| Estados Unidos (Hot Dance Club Songs Billboard) | 28             |